# Johan Pistorius
Johan Pistorius (ejecutado en 1722) fue un granadero danés; fue declarado culpable de realizar un pacto con el diablo y por ello la última persona ejecutada por brujería en Dinamarca.
Johan Pistorius era un soldado del ejército danés con rango de granadero. Fue detenido y acusado del delito de pacto con el diablo. No fue juzgado por las autoridades danesas, sino por un tribunal militar. Fue declarado culpable y condenado a ser ejecutado por un consejo de guerra. Confesó el crimen. Afirmó haberse inspirado para el pacto después de leer un libro sobre el Doctor Fausto.
La facultad de la corte de Profesores de Copenhague recomendó al rey que confirmara su sentencia después de haberlo interrogado - lo cual era inusual - y consideró que su arrepentimiento no era suficiente, y que debía ser ejecutado como advertencia pública contra el crimen de pacto con el Diablo después de haber hecho una confesión pública de arrepentimiento, lo que resultó en la quema pública del infame pacto manuscrito en la plaza Nytorv, seguida de la ejecución de Pistorius al día siguiente. 
Si bien a menudo se dice que Anne Palles fue la última bruja ejecutada en Dinamarca, en realidad fue solo la última mujer ejecutada por brujería en el país, ya que Johan Pistorius fue ejecutado treinta años después que ella. Aun después de esto, hubo sentencias de muerte por brujería en Dinamarca. En 1733, un estudiante y en 1752 un granjero fueron condenados a cadena perpetua con trabajos forzados por pacto satánico, y todavía en 1803, dos artesanos recibieron sentencias de muerte por el mismo delito, aunque ninguna de las sentencias se ejecutó. También en Dinamarca se linchó a personas por brujería mucho después de que cesara la persecución formal: el caso más conocido fue el de Dorte Jensdatter, que fue detenida por los aldeanos que la ataron en su propia casa y le prendieron fuego con ella dentro después de haberla acusado de causar la muerte mediante magia, siendo el último linchamiento por brujería el de Anna Klemens, linchada después de haber sido acusada de brujería por una curandera en Brigsted en Horsens en 1800.